# Friderik
Friderik est un prénom masculin slovène pouvant désigner :

## Prénom
- Friderik Baraga (1797-1686), missionnaire catholique slovène
- Janez Friderik Egger (lt) (XVIIIe siècle), homme politique slovène, maire de Ljubljana
- Friderik Pregl (1869-1930), chimiste autrichien

## Référence
1. ↑  (en) « 10th Century Frisian Masculine Names », sur heraldry.sca.org (consulté le 28 décembre 2017)